# Nemertesia californica
Nemertesia californica är en nässeldjursart som beskrevs av Ramil och Vervoort 2007. Nemertesia californica ingår i släktet Nemertesia och familjen Plumulariidae. Inga underarter finns listade i Catalogue of Life.